# Shackleton Gap
Shackleton Gap ist ein vereister Gebirgspass auf Südgeorgien. Er verläuft in etwa 300 m Höhe zwischen der King Haakon Bay und der Possession Bay.
Der britische Polarforscher Ernest Shackleton beging ihn gemeinsam mit Thomas Crean und Frank Worsley bei der erstmaligen Durchquerung Südgeorgiens im Mai 1916 im Zuge der Endurance-Expedition (1914–1917). Auf der in seinem Expeditionsbericht enthaltenen Landkarte ist er als Shackleton Pass verzeichnet. Das UK Antarctic Place-Names Committee nahm 1957 eine Anpassung dieser Benennung vor.